# Sinojohnstonia chekiangensis
Sinojohnstonia chekiangensis là loài thực vật có hoa trong họ Mồ hôi. Loài này được (Migo) W.T. Wang miêu tả khoa học đầu tiên năm 1984.